# Тончхан
Тончхан (кор. 동창군?, 東倉郡?) — уезд в КНДР, входящий в состав провинции Пхёнан-Пукто и лежащий в её северо-восточной части.

## География
На севере уезд граничит с уездом Пёктон этой же провинции и уездом Уси провинции Чагандо. На западе от него находятся уезды Чхансон и Тэгван, на юге — уезд Тхэчхон, все — в провинции Пхёнан-Пукто. На востоке — уезды Сонвон и Унсан провинции Чагандо.
Природный ландшафт уезда Тончхан на севере и востоке представляет собой горные массивы, в том числе горы Пинандок. Наивысшая точка — гора Танпундоксан (1.159 м). С северо-запада на юго-восток по территории уезда протекает река Чансон.

## Климат и экономика
Среднегодовая температура на территории уезда лежит около +7 °C, в январе она опускается до −10 °C и в августе может подниматься до 22,8 °C. Климат довольно влажный, годовое количество осадков ок. 1440 mm. 80 % всех земель уезда занимают леса, из них порядка 40 % — хвойные, остальные — смешанные, с значительное долей дуба.
Основой экономики уезда является горнодобывающая и лесная промышленность. Первая золотодобывающий рудник здесь был открыт в 1896 году французской компанией. Также на местных разработках добываются серебро и апатиты. В сельском хозяйстве основной культурой является рис (80 % площадей). Выращиваются также кукуруза и др. Территория уезда, используемая в сельском хозяйстве, составляет всего 6,5 % от общей площади. В уезде также построены на горных реках несколько небольших ГЭС.